# Nato sbagliato
Nato sbagliato è un singolo del gruppo musicale rap italiano Articolo 31, pubblicato il 14 febbraio 2005 dalla Best Sound.

## Descrizione
Si tratta dell'ultimo singolo pubblicato dal gruppo prima della separazione, annunciata dopo qualche mese dall'uscita della canzone, a fine 2005. J-Ax esordirà poi come solista con l'album Di sana pianta nel 2006, mentre Jad inizia una carriera da deejay solista, pubblicando l'album Milano-New York.

## Tracce
CD promo
1. Nato sbagliato - 3:39

12"
- Lato A

1. Nato sbagliato (Art Dup Mix)
2. Nato sbagliato (Art Dup Vocal Edit)

- Lato B

1. Nato sbagliato
2. Nato sbagliato